# Fiberfab GmbH

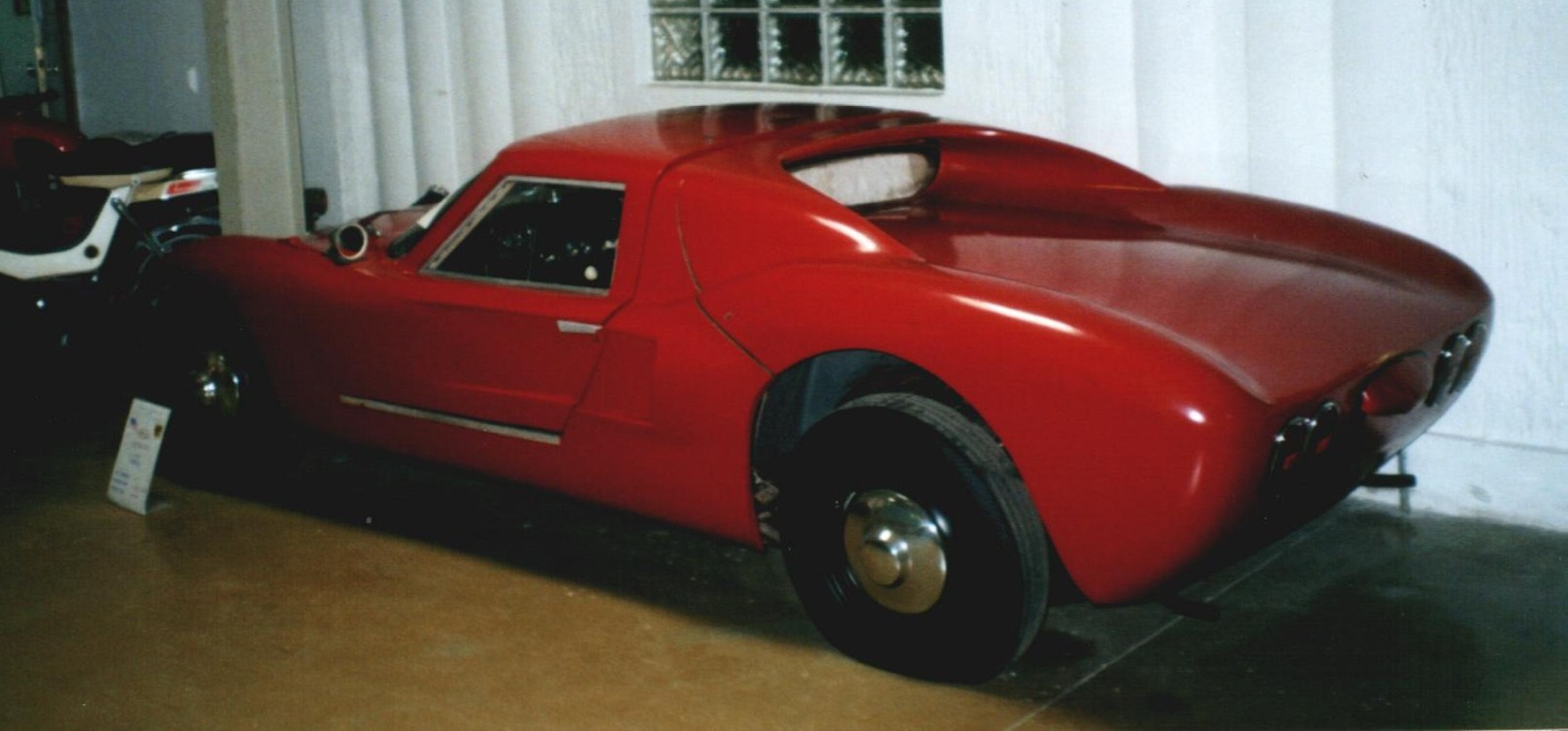
Fiberfab Aztec

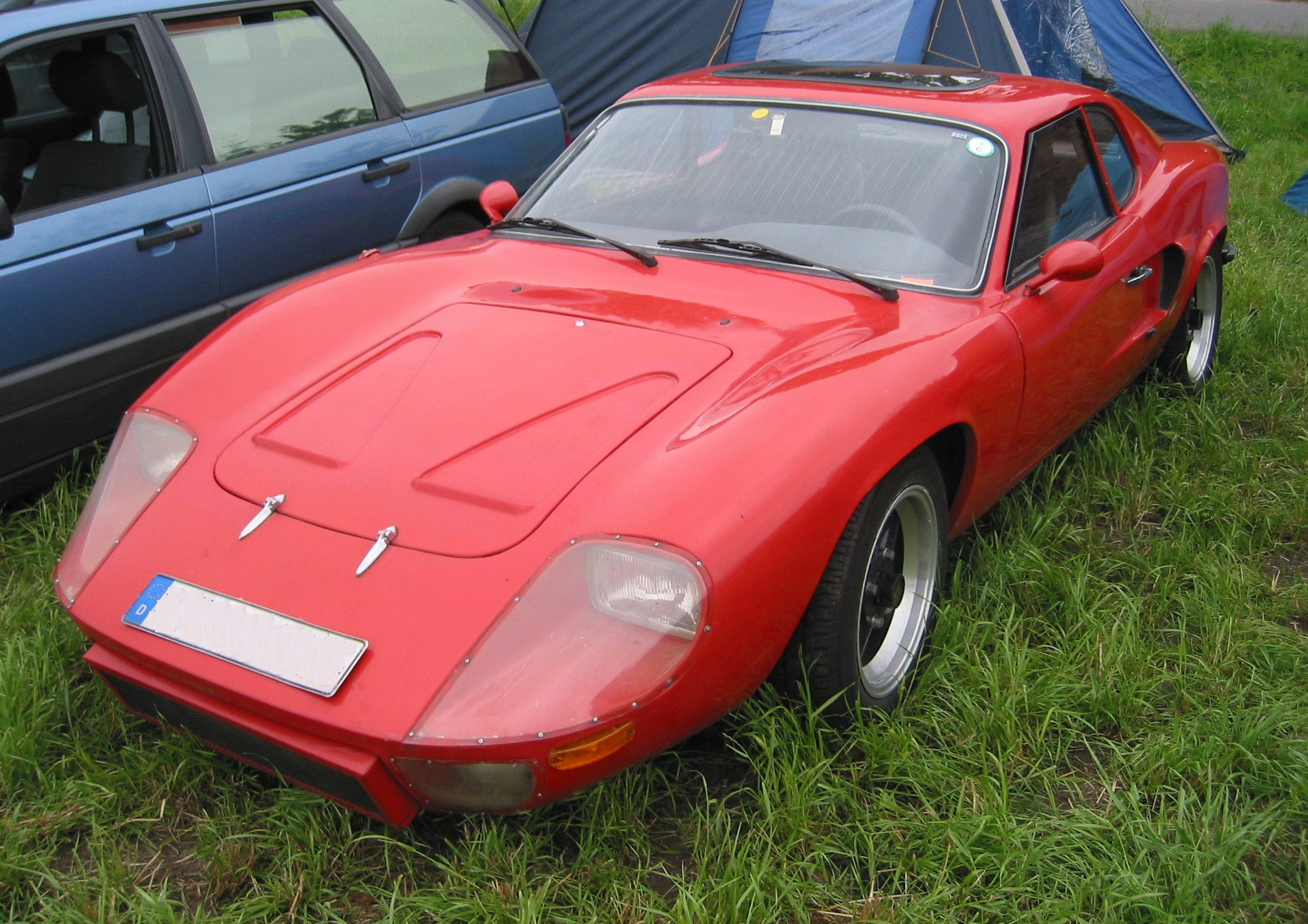
Fiberfab Bonito

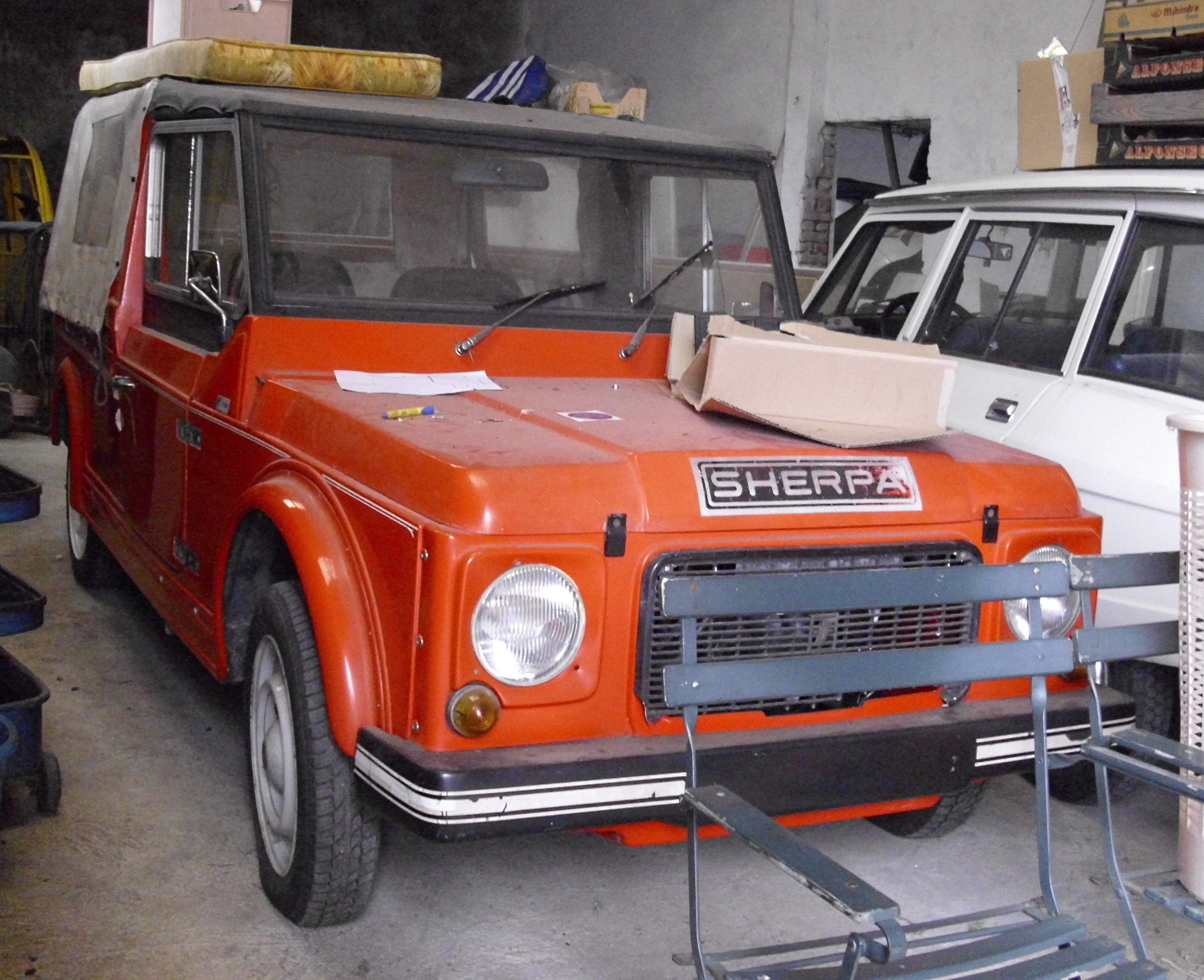
Fiberfab Sherpa

Fiberfab GmbH Fiberglas-Formteile, anfangs Fiberfab-Karosserie, ist ein deutsches Unternehmen und ehemaliger Hersteller von Automobilen.

## Unternehmensgeschichte
Jörgfrieder Kuhnle, der Anfang der 1960er Jahre bei der Fiberfab Inc. in Santa Clara (Kalifornien) tätig war, gründete die Fiberfab-Karosserie im Januar 1966 im Remstal. Er verlegte den Betrieb bald darauf nach Ditzingen in eine Werkshalle der früheren Ditzinger Ziegelwerke. Unter dem Markennamen Fiberfab begann Kuhnle dort mit der Produktion von Automobilen. Zur amerikanischen Fiberfab Inc. als Lizenzgeber bestanden zunächst noch enge Beziehungen, die jedoch bald gelöst wurden. 1972 erfolgte der Umzug des Unternehmens nach Auenstein.
1985 endete die Produktion der Automobile, seither werden nur noch Fiberglas-Formteile für Omnibusse sowie für den Rennsport- und Tuningbetrieb gefertigt. Jörgfrieder Kuhnle zog sich 1998 aus der Leitung des Unternehmens zurück und übergab sie an seinen Sohn Christian Kuhnle. Inzwischen firmiert das Unternehmen als Fiberfab GmbH Fiberglas-Formteile.

## Fahrzeuge
Das Unternehmen stellte Kit Cars mit einer Karosserie aus glasfaserverstärktem Kunststoff her. Zunächst waren Coupés auf VW-Basis im Angebot. 1966 erschien der Aztec GT, 1967 der Bonanza GT und 1968 der Bonito, von dem insgesamt etwas mehr als 1000 Bausätze ausgeliefert wurden, ehe die Produktion 1979 wegen zunehmender TÜV-Auflagen eingestellt wurde.
1975 bis 1982 lieferte Fiberfab das Modell Sherpa aus, ein offenes Fahrzeug ähnlich dem Citroën Méhari. Das Fahrgestell kam vom Citroën 2 CV. Das Fahrzeug bot Platz für vier Personen. Auf Wunsch war ein Hardtop lieferbar. Vom Sherpa sind nur noch wenige Exemplare erhalten.